# Elettrone spaiato
Un elettrone spaiato è un elettrone che occupa da solo un determinato orbitale atomico o molecolare.
Quando invece un orbitale è occupato da una coppia di elettroni con spin opposti, si parla di doppietto elettronico. Se infine l'orbitale non contiene alcun elettrone, si parla di "orbitale vuoto". Per il principio di esclusione di Pauli un singolo orbitale non può ospitare più di due elettroni e quando ne ospita due questi devono avere spin opposti, per cui si hanno solo questi tre casi: orbitale vuoto, con un elettrone spaiato o con un doppietto elettronico.
Nel caso in cui un atomo abbia un elettrone spaiato, vuol dire che non ha completato l'ottetto, per cui ha la possibilità di legarsi con un altro atomo con un legame semplice.
Una specie chimica che presenta un elettrone spaiato è detto radicale se ha carica neutra o ione radicalico se ha carica negativa o positiva. La presenza dell'elettrone spaiato rende i radicali molto reattivi, per cui si combinano facilmente tra di loro o con altre specie chimiche per dare vita ad altre specie chimiche. L'elettrone spaiato presente su un radicale viene indicato con il simbolo "•"; ad esempio: CH3• indica il radicale metile.

## Verifica del numero di elettroni spaiati
Per verificare se un atomo possiede un elettrone spaiato è sufficiente osservare la sua configurazione elettronica.
Ad esempio il neon, che ha numero atomico 10, presenta la seguente configurazione elettronica:
| 1s |
| -- |
| ↑↓ |
|    |

| 2s |
| -- |
| ↑↓ |
|    |

| 2p | 2p | 2p |
| -- | -- | -- |
| ↑↓ | ↑↓ | ↑↓ |
| x  | y  | z  |

Dunque nel caso del neon (e in generale per tutti i gas nobili) tutti gli orbitali sono occupati da due elettroni con spin opposti, per cui viene raggiunto l'ottetto.
Invece nel caso del sodio, che ha numero atomico 11, si ha un elettrone spaiato nell'ultimo orbitale:
| 1s |
| -- |
| ↑↓ |
|    |

| 2s |
| -- |
| ↑↓ |
|    |

| 2p | 2p | 2p |
| -- | -- | -- |
| ↑↓ | ↑↓ | ↑↓ |
| x  | y  | z  |

| 3s |
| -- |
| ↑  |
|    |

Ovviamente il sodio presenterà un elettrone spaiato se considerato come atomo singolo o come radicale, mentre nel caso in cui il sodio condivida tale elettrone con un altro atomo (ad esempio nel composto NaCl), tale elettrone farà parte di un doppietto elettronico condiviso. Quindi la presenza degli elettroni spaiati in una specie chimica (ad esempio una molecola) va indagata tenendo conto dei legami che si instaurano tra i vari atomi di cui la specie chimica è costituita.
Inoltre capita spesso che un atomo contenga più elettroni spaiati, accomodati in più orbitali differenti; un esempio in tal senso è il carbonio, che presenta la seguente configurazione elettronica:
| 1s |
| -- |
| ↑↓ |
|    |

| 2s |
| -- |
| ↑↓ |
|    |

| 2p | 2p | 2p |
| -- | -- | -- |
| ↑  | ↑  |    |
| x  | y  | z  |